# Matthias Berg (Sportler)

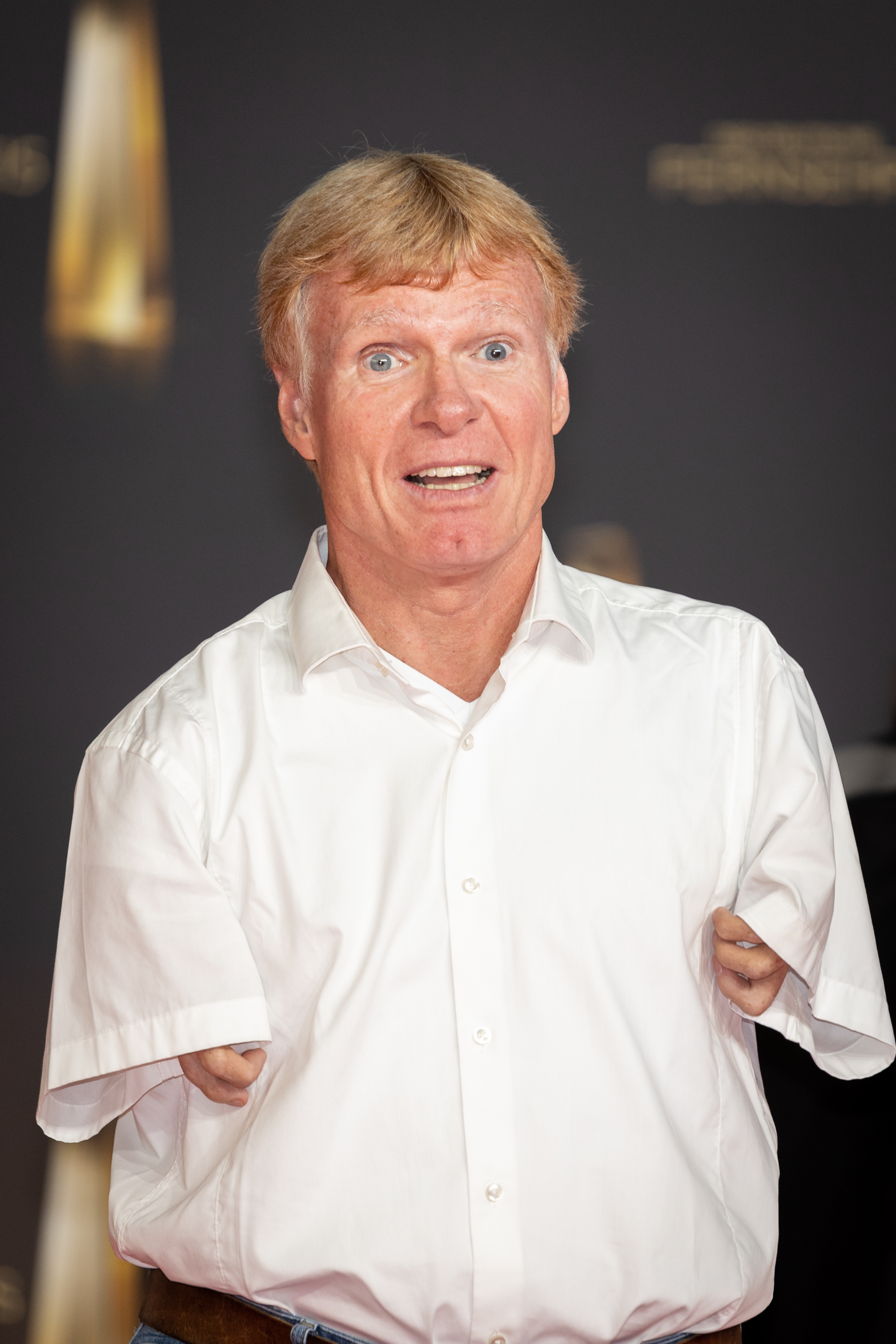
Matthias Berg (2022)

Matthias Berg (* 3. Oktober 1961 in Dortmund) ist ein deutscher Jurist und Hornist sowie Sportler und Sportfunktionär.

## Leben
Matthias Berg war bis 2015 Erster Landesbeamter und damit stellvertretender Landrat im Landratsamt Esslingen und international tätiger Horn-Solist und -Pädagoge. Berg ist Contergan-Geschädigter.
Er studierte in Freiburg im Breisgau gleichzeitig Rechtswissenschaft an der Albert-Ludwigs-Universität und Horn an der Hochschule für Musik bei Ifor James.
Berg gewann 1981 den ersten Preis beim Bundeswettbewerb „Jugend musiziert“; 1986 wurde er mit dem „Prix Spécial de Classique“ beim internationalen Hornwettbewerb in Toulon ausgezeichnet.
Als Behindertensportler war er von 1980 bis 1994 Mitglied der Nationalmannschaft Ski alpin der Behinderten und trat in den Disziplinen Slalom, Riesenslalom, Superriesenslalom und Abfahrtslauf an. Von 1980 bis 1992 gehörte er mit den Disziplinen 100 m, 200 m, 400 m, Weitsprung und Hochsprung zur Nationalmannschaft Leichtathletik der Behinderten. In dieser Zeit war er bei allen Paralympics (27 Medaillen – 11 mal Gold, 10 mal Silber und 6 mal Bronze) und Weltmeisterschaften am Start. Außerdem war er 39-facher Deutscher Meister in so verschiedenen Disziplinen wie Skifahren und Leichtathletik.
Heute tritt er häufig als Fachmann bei Paralympics-Übertragungen des Deutschen Fernsehens auf. 2012 wurde ihm der German Paralympic Media Award verliehen. Als Funktionär vertritt er den Behindertensport sowohl in nationalen wie internationalen Gremien, bis hinauf ins IOC.

## Familie
Bergs Eltern sind der Pianist und ehemalige Direktor der Bundesakademie für musikalische Jugendbildung Hans-Walter Berg (1931–2021) sowie die Musikwissenschaftlerin Karin Berg-Kotterba.

## Schriften
- Mach was draus! Mehr Kraft, mehr Gelassenheit, mehr Leben, 2014, ISBN 978-3-579-07035-3